# واش‌سنت‌میهای
واش‌سِنت‌میهای (به مجاری:  Vasszentmihály) یک سکونتگاه مسکونی در مجارستان است که در واش واقع شده‌است.

## خصوصیات
واش‌سنت‌میهای ۶٫۴۱ کیلومترمربع مساحت و ۳۶۴ نفر جمعیت دارد.